# Apidya
Apidya è un videogioco sparatutto a scorrimento orizzontale sviluppato dalla Kaiko e pubblicato dalla Play Byte nel 1992 per Amiga.
Nel 2002 fu reso disponibile un remake non ufficiale per Microsoft Windows.
Il nome Apidya deriva dalla lingua giapponese, sebbene gli autori del gioco siano tedeschi. Infatti i quattro caratteri katakana nella schermata iniziale, アビヂャ (abidya?), sono un tentativo di traslitterazione del termine latino apidae, che è il nome della famiglia tassonomica a cui appartengono le api. 
La colonna sonora del videogioco fu composta da Chris Hülsbeck, e fu pubblicata su CD nel 1992.